# توحيد
التوحيد هو الاعتقاد بوجود إله واحد فقط، أسمى من كل شيء واسمه الله. يمكن التمييز بين التوحيد الحصري، الذي يكون فيه الإله الواحد وجودًا منفردًا، والتوحيد الشامل والمتعدد، حيث يكون الإله الواحد وجودًا متعددًا. يتم التعرف على الآلهة أو الأشكال الإلهية، ولكن يُفترض أن كل منها امتداد لنفس الإله.
يتميز التوحيد عن الهينوثية، وهو نظام ديني يعبد فيه المؤمن إلهًا واحدًا دون إنكار أن الآخرين قد يعبدون آلهة مختلفة بنفس الصلاحية، والمونولاترية، الاعتراف بوجود العديد من الآلهة ولكن مع العبادة المتسقة لإله واحد فقط. ربما كان يوليوس ويلهاوزن أول من استخدم مصطلح المونولاتري.
التوحيد يميز تقاليد البابية، البهائية، الشيوندو، المسيحية، الربوبية، الدرزية،  إكنكار، السيخية، بعض طوائف الهندوسية (مثل الشيفية والفيشنافية)، الإسلام، اليهودية، السامرية، المندائية، الراستفارية وسيتشو نو إي وتنريكيو والإيزيدية والأتينية. تم العثور على عناصر الفكر التوحيدي في الديانات المبكرة مثل الزرادشتية، والدين الصيني القديم، واليهوية.

## التاريخ
تعود الادعاءات شبه التوحيدية بوجود إله عالمي إلى العصر البرونزي المتأخر، مع ترنيمة أخناتون العظيمة لآتون من القرن الرابع عشر قبل الميلاد.
في العصر الحديدي في الفترة الفيدية لجنوب آسيا، ظهر ميل محتمل نحو التوحيد. يعرض الريجفيدا مفاهيم أحادية البراهمي، خاصة في أواخر الكتاب العاشر نسبيًا، والذي يرجع تاريخه إلى أوائل العصر الحديدي، على سبيل المثال في ناساديا سوكتا. في وقت لاحق، كان اللاهوت الهندوسي القديم أحاديًا، لكنه لم يكن توحيديًا تمامًا في العبادة لأنه ظل يحافظ على وجود العديد من الآلهة، الذين تم تصورهم على أنهم مظاهر لإله أعلى واحد، براهمان.
في الصين، كان النظام الإيماني الأرثوذكسي الذي التزمت به معظم الأسر الحاكمة منذ أسرة شانغ (1766 قبل الميلاد) على الأقل حتى العصر الحديث يتركز على عبادة شانغدي (حرفيًا "فوق السيادة"، والتي تُترجم بشكل عام باسم "الله") أو السماء باعتبارها الله القدير. قوة. ومع ذلك، فإن هذا النظام الإيماني لم يكن توحيديًا حقًا نظرًا لأن الآلهة والأرواح الأخرى الأقل أهمية، والتي تختلف باختلاف المنطقة، كانت تُعبد أيضًا جنبًا إلى جنب مع شانغدي. ومع ذلك، فإن المتغيرات اللاحقة مثل الموهية (470 ق.م. - 391 ق.م.) اقتربت من التوحيد الحقيقي، حيث علمت أن وظيفة الآلهة الأقل وأرواح الأجداد هي مجرد تنفيذ إرادة شانغدي، على غرار الملائكة في الديانات الإبراهيمية والتي بدورها تعتبر إلهًا واحدًا فقط.
منذ القرن السادس قبل الميلاد، آمن الزرادشتيون بسيادة إله واحد فوق كل شيء: أهورا مازدا باعتباره "صانع الكل"  والكائن الأول قبل كل الكائنات الأخرى.  في حين أن هذا صحيح، فإن الزرادشتية لا تعتبر توحيدية لأنها تمتلك علم الكون المزدوج ، مع مجموعة من "آلهة" أقل أو يازات ، مثل ميثرا ، الذين يعبدون كآلهة أقل. بجانب أهورا مازدا. بالإضافة إلى ذلك، فإن أهورا مازدا ليس كلي القدرة ومنخرطًا في صراع مستمر مع أنجرا ماينيو ، قوة الشر، على الرغم من أن الخير سوف يتغلب على الشر في النهاية.
ما بعد السبي كانت اليهودية، بعد أواخر القرن السادس قبل الميلاد، أول ديانة تصور فكرة الإله التوحيدي الشخصي ضمن سياق أحادي. مفهوم التوحيد الأخلاقي، الذي يرى أن الأخلاق تنبع من الله وحده وأن قوانينها لا تتغير، حدث لأول مرة في اليهودية، ولكنه الآن عقيدة أساسية لمعظم الديانات التوحيدية الحديثة، بما في ذلك المسيحية. الإسلام والسيخية والبهائية.
أيضًا منذ القرن السادس قبل الميلاد، اقترح طاليس (يليه وحدويون آخرون، مثل أناكسيماندر، وأناكسيمينس، وهيراقليطس، وبارمينيدس) أنه يمكن تفسير الطبيعة بالرجوع إلى مبدأ وحدوي واحد يسود كل شيء.  يعتقد العديد من الفلاسفة اليونانيين القدماء، بما في ذلك زينوفانيس من كولوفون وأنتيسثينيس، في وحدانية شركية مماثلة تحمل بعض أوجه التشابه مع التوحيد. أول إشارة معروفة إلى الإله الوحدوي هي الديميورج (الصانع الإلهي) لأفلاطون، تليها كلمة أرسطو .محرك غير متأثر، وكلاهما من شأنه أن يؤثر بشكل عميق على اللاهوت اليهودي والمسيحي.
وفقاً للتقاليد اليهودية والمسيحية والإسلامية، كان التوحيد هو الدين الأصلي للبشرية؛ يُشار أحيانًا إلى هذا الدين الأصلي باسم "الدين الآدمي"، أو بمصطلحات أندرو لانج، " الدين الأوريلي ". تخلى علماء الدين إلى حد كبير عن هذا الرأي في القرن التاسع عشر لصالح التقدم التطوري من الروحانية عبر الشرك إلى التوحيد، ولكن بحلول عام 1974، أصبحت هذه النظرية أقل انتشارًا، وأصبحت وجهة نظر معدلة مشابهة لوجهة نظر لانغ أكثر بروزًا. افترض عالم الأنثروبولوجيا النمساوي فيلهلم شميدت نظرية "التوحيد الأصلي" أو "البدائي" في العقد الأول من القرن العشرين. اعترض البعض أن اليهودية والمسيحية والإسلام قد نشأت في معارضة الشرك كما حدث مع التوحيد الفلسفي اليوناني. في الآونة الأخيرة، عادت كارين أرمسترونج  ومؤلفون آخرون إلى فكرة التقدم التطوري الذي يبدأ بالروحانية، والتي تطورت إلى الشرك ، والتي تطورت إلى الهينوثية ، والتي تطورت إلى الأحادية ، والتي تطورت إلى التوحيد الحقيقي.